# Podpeč pod Skalo
Podpeč pod Skalo je naselje v Občini Litija.